# توفيق مخلوفي
توفيق مخلوفي (29 أفريل 1988، سوق أهراس) هو عداء جزائري في تخصص 1500 متر و800 متر، أحرز ميدالية ذهبية سباق 1500 متر ضمن مسابقة ألعاب القوى في أولمبياد لندن سنة 2012.
وهو أيضا صاحب الميدالية الذهبية في سباق 800 متر في البطولة الإفريقية 2012 وميدالية ذهبية أخرى في دورة ألعاب كل أفريقيا 2011. وقد مثل الجزائر مرتين في بطولة العالم لألعاب القوى، أفضل توقيت له هو (1:43.88) دقيقة في 800 متر و (3:30.80) دقيقة في مسابقة 1500 متر.

## مسيرته

### لندن 2012
في 5 أوت 2012 تأهل إلى نهائي سباق 1500م واحتل المركز الأول بتوقيت (3 د و42 ث و24 /100). وشارك في تصفيات 800 متر الذي جرى في 6 أوت 2012 بالملعب الأولمبي، وانطلق مخلوفي لكنه تراجع بسرعة إلى المركز الأخير قبل ان ينسحب بعد اقل من 150 م عن خط الانطلاق بسبب الإصابة التي بدت عليه في نهاية تصفيات سباق 1500 متر. لكن اللجنة الأولمبية قدمت قرار مبدئي باستبعاده من منافسة 1500 متر بتهمة عدم بذل الجهد الكافي في تصفيات سباق 800 م. واجرى فحوصات معمقة التي اظهرت اصابة بالركبة. فتراجعت اللجنة وسمحت له بالعودة للتنافس.
وفي 7 أوت 2012 احرز المركز الأول في نهائي سباق 1500 متر مسجلا 08ر34ر3د. محققا بذلك أول ذهبية عربية في أولمبياد لندن، وأول ميدالية ذهبية للجزائر منذ أولمبياد سيدني 2000.

توفيق مخلوفي أولمبياد لندن 2012
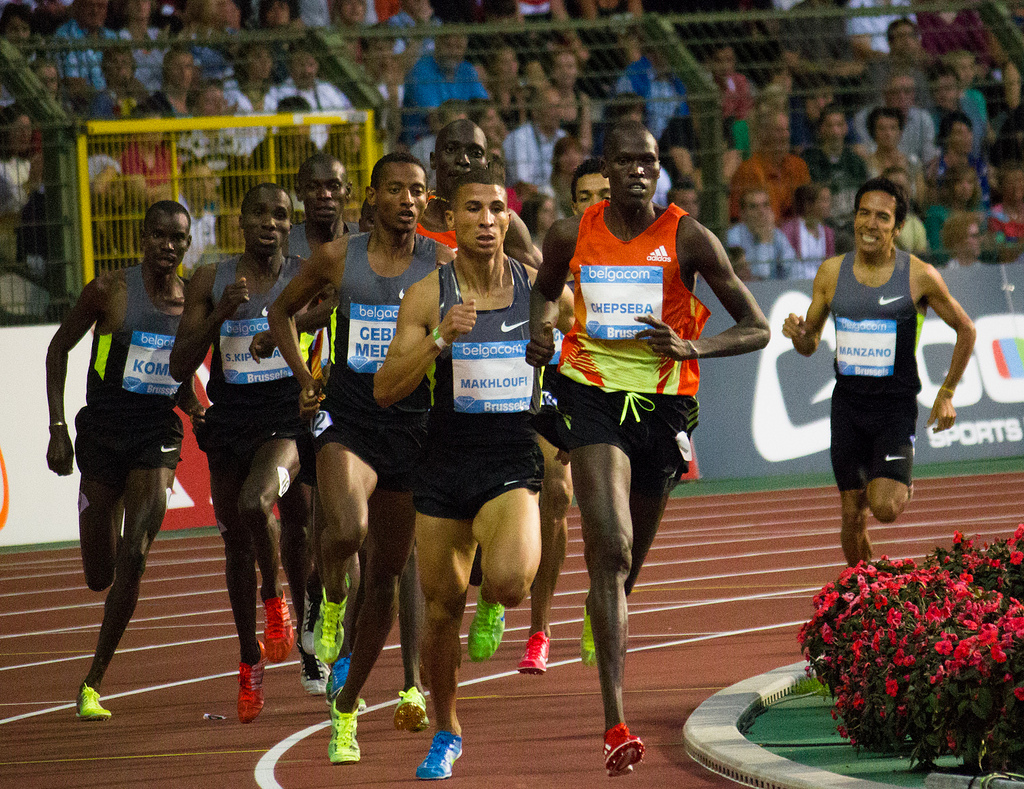
مخلوفي متقدما في أحد سباقاته.
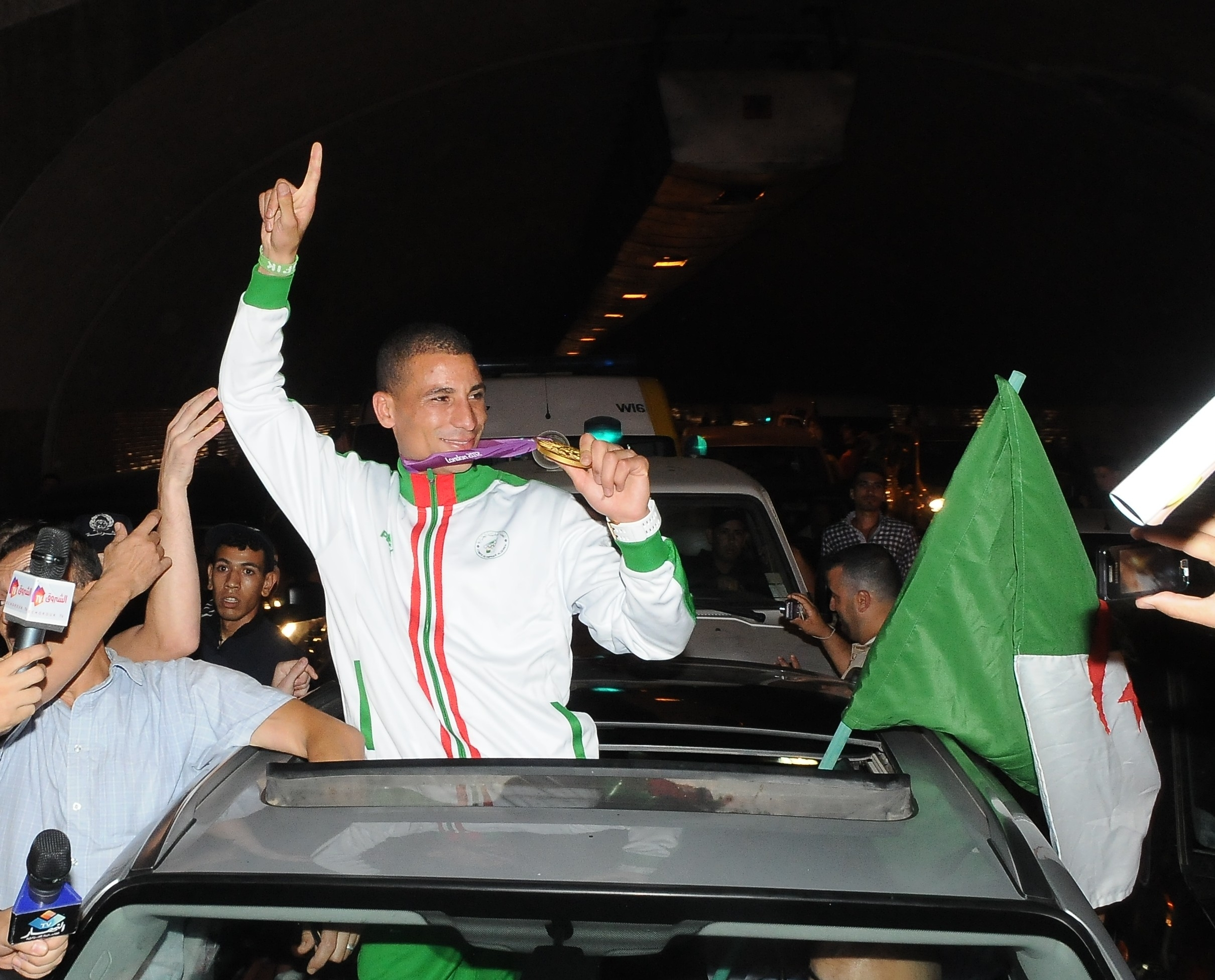
استقبال مخلوفي بعد عودته من لندن.

## الإنجازات
| العام        | المسابقة                          | المكان                  | المركز       | حدث           | ملاحظة                                                            |
| ممثل الجزائر | ممثل الجزائر                      | ممثل الجزائر            | ممثل الجزائر | ممثل الجزائر  | ممثل الجزائر                                                      |
| ------------ | --------------------------------- | ----------------------- | ------------ | ------------- | ----------------------------------------------------------------- |
| 2007         | بطولة العالم لاختراق الضاحية 2007 | مومباسا، كينيا          | 82           | سباق الناشئين |                                                                   |
| 2009         | ألعاب البحر الأبيض المتوسط ‏       | بيسكارا، إيطاليا        | 4            | 1500 م        | 3:39.37                                                           |
| 2009         | بطولة العالم                      | برلين، ألمانيا          | 17           | 1500 م        | بطولة العالم لألعاب القوى 2009 – رجال 1500 متر ‏                   |
| 2010         | بطولة أفريقيا                     | نيروبي، كينيا           | 12           | 1500 م        | DNF                                                               |
| 2011         | بطولة العالم                      | دايغو، كوريا الجنوبية   | 24           | 1500 م        | بطولة العالم لألعاب القوى 2011 – رجال 1500 متر ‏                   |
| 2011         | الألعاب الأفريقية                 | مابوتو، موزمبيق         | 1            | 800 م         | 1:46:32                                                           |
| 2011         | الألعاب الأفريقية                 | مابوتو، موزمبيق         | 3            | 1500 م        | 3:39.99                                                           |
| 2012         | بطولة أفريقيا                     | بورتو نوفو، بنين        | 1            | 800 م         | 1:43.88                                                           |
| 2012         | الألعاب الأولمبية                 | لندن، المملكة المتحدة   | 1            | 1500 م        | 3:34.08                                                           |
| 2014         | بطولة أفريقيا                     | مراكش، المغرب           | 3            | 800 م         | 1:49.08                                                           |
| 2014         | الدوري الماسي                     | الدوري الماسي           | 4            | 1500 م        |                                                                   |
| 2015         | بطولة العالم                      | بكين، الصين             | 4            | 1500 م        | بطولة العالم لألعاب القوى 2015 – رجال 1500 متر ‏                   |
| 2015         | الألعاب الأفريقية                 | برازافيل                | 2            | 800 م         | 1:50.72                                                           |
| 2016         | الألعاب الأولمبية                 | ريو دي جانيرو، البرازيل | 2            | 800 م         | ألعاب القوى في الألعاب الأولمبية الصيفية 2016 – رجال 800 متر ‏ ر.و |
| 2016         | الألعاب الأولمبية                 | ريو دي جانيرو، البرازيل | 2            | 1500 م        | ألعاب القوى في الألعاب الأولمبية الصيفية 2016 – رجال 1500 متر ‏    |
| 2019         | بطولة العالم                      | الدوحة، قطر             | 2            | 1500 م        |                                                                   |

### الأرقام
| الإستحقاق | الأداء               | المكان        | التاريخ        |
| --------- | -------------------- | ------------- | -------------- |
| 800 متر   | 1 د 42 ثا 61 ج (ر.و) | ريو دي جانيرو | 16 أوت 2016    |
| 1000 متر  | 2 د 13 ثا 08 ج (ر.و) | نانسي         | 1 جويلية 2015  |
| 1500 متر  | 3 د 28 ثا 75 ج       | موناكو        | 17 جويلية 2015 |
| المايل    | 3 د 52 ثا 16 ج       | يوجين         | 31 ماي 2014    |

- ر.و : رقم وطني.
- ر.ع : رقم عالمي.
- ر.أ : رقم أولمبي.

## جوائز فردية
- جائزة الهرم الذهبي 2012 "حسب استفتاء صحيفة الأهرام المصرية " [7]
- جائزة الإبداع الرياضي الفردي العربي السنوية لمحمد بن راشد آل مكتوم 2012 [8]

## معرض الصور

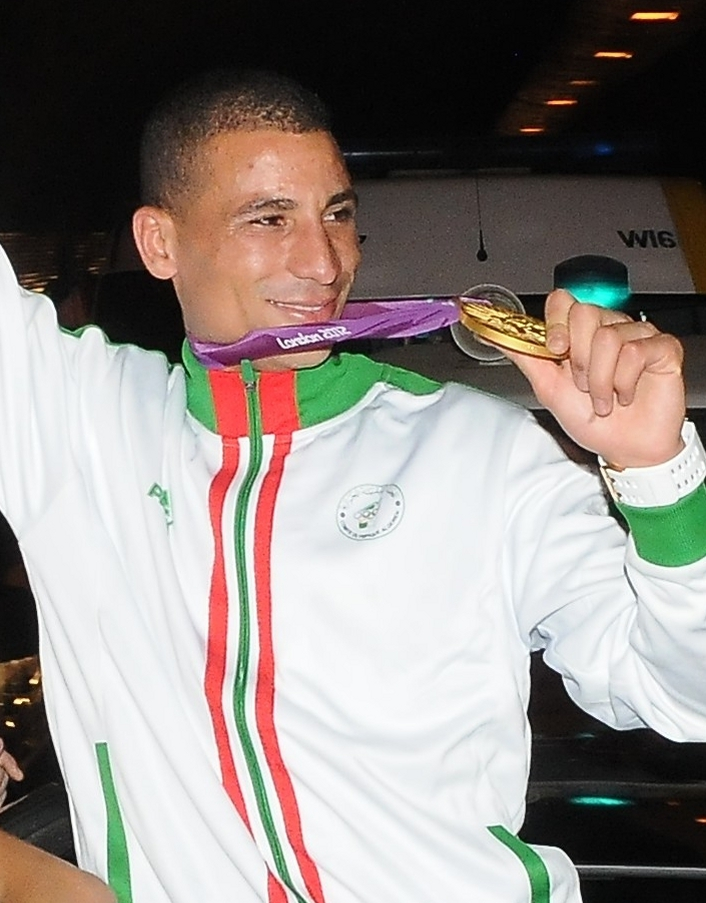
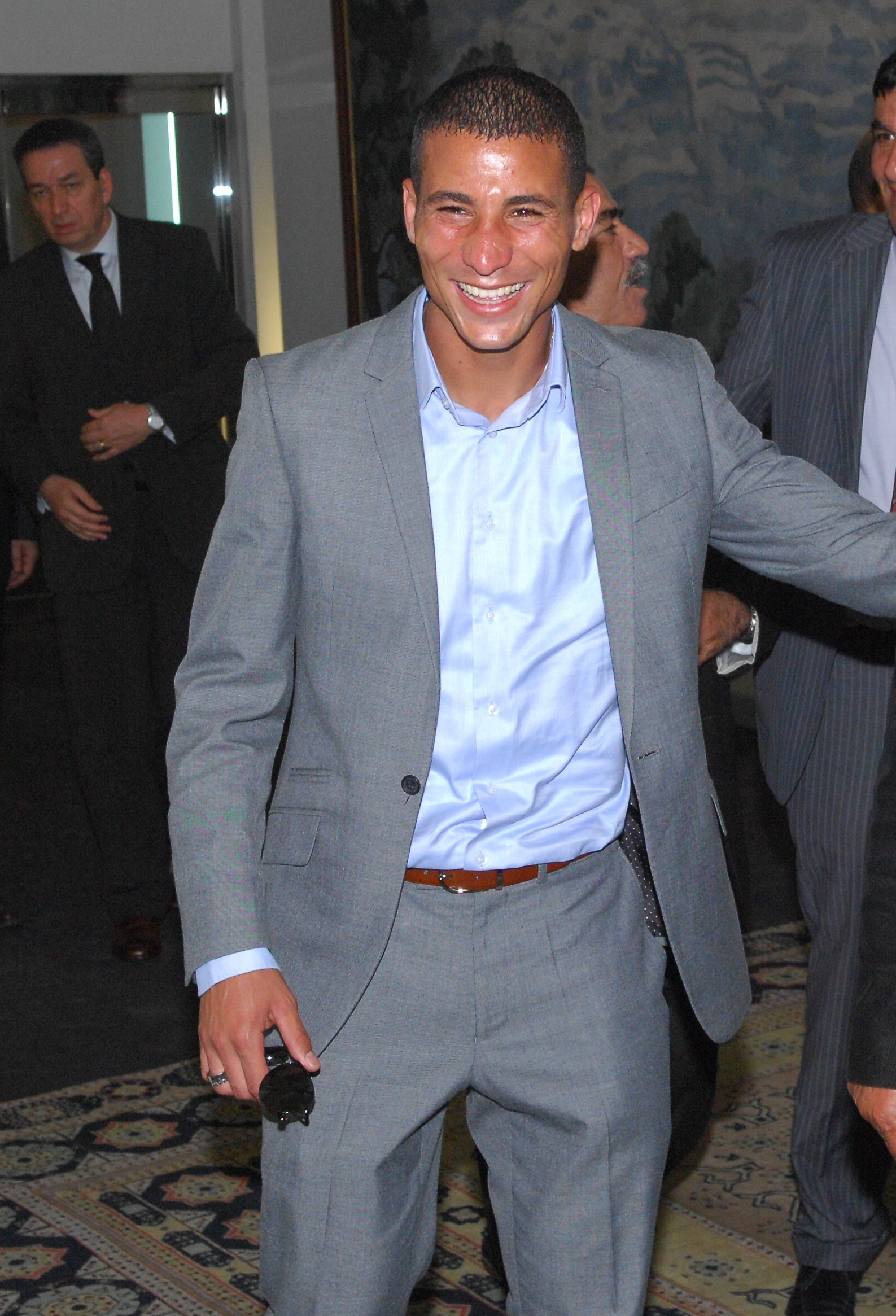
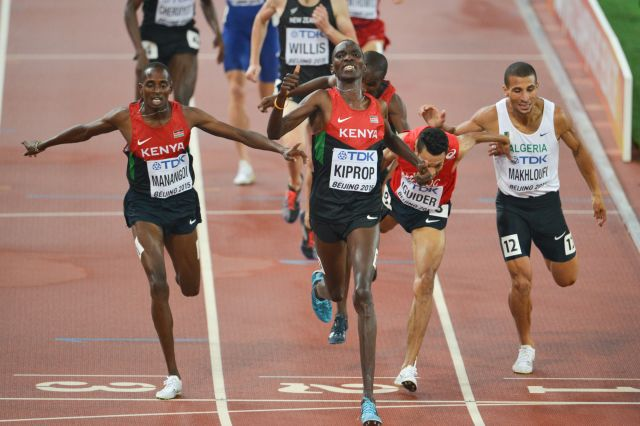
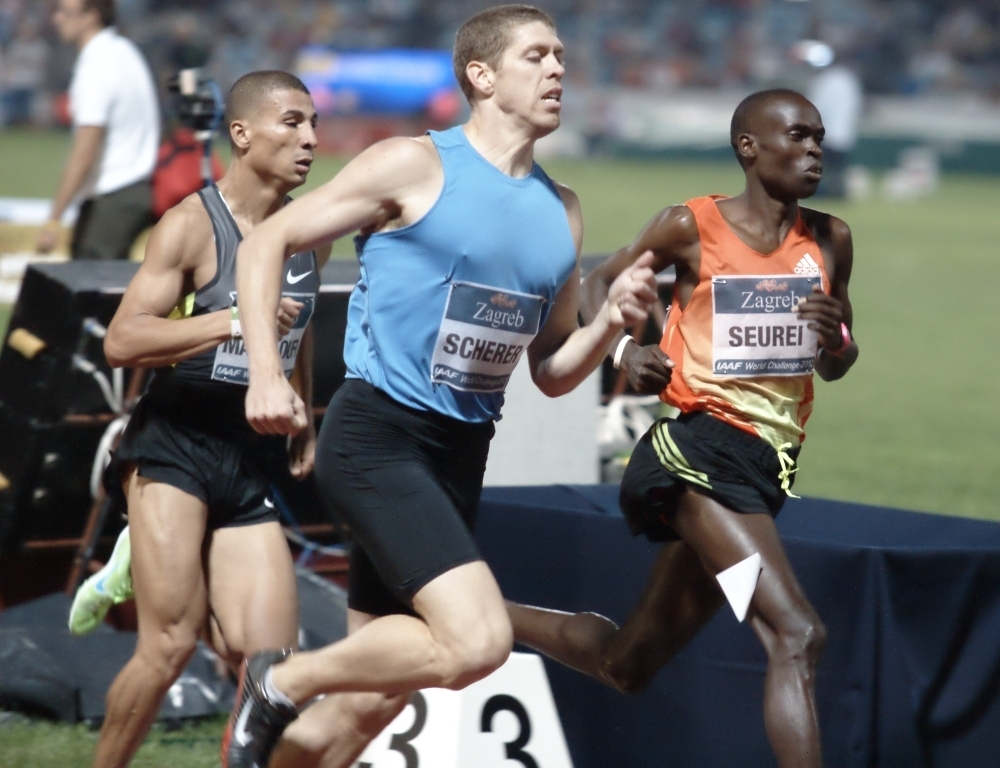
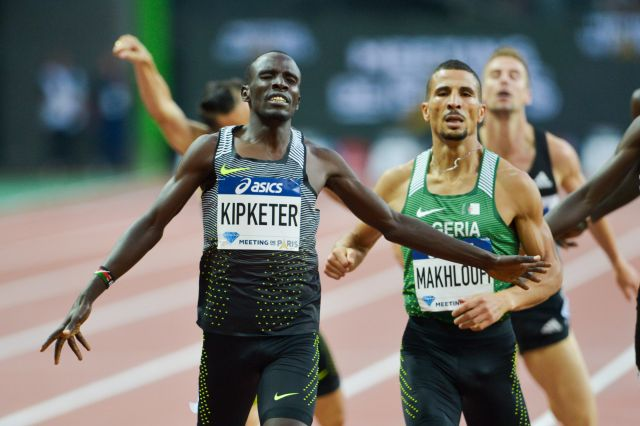
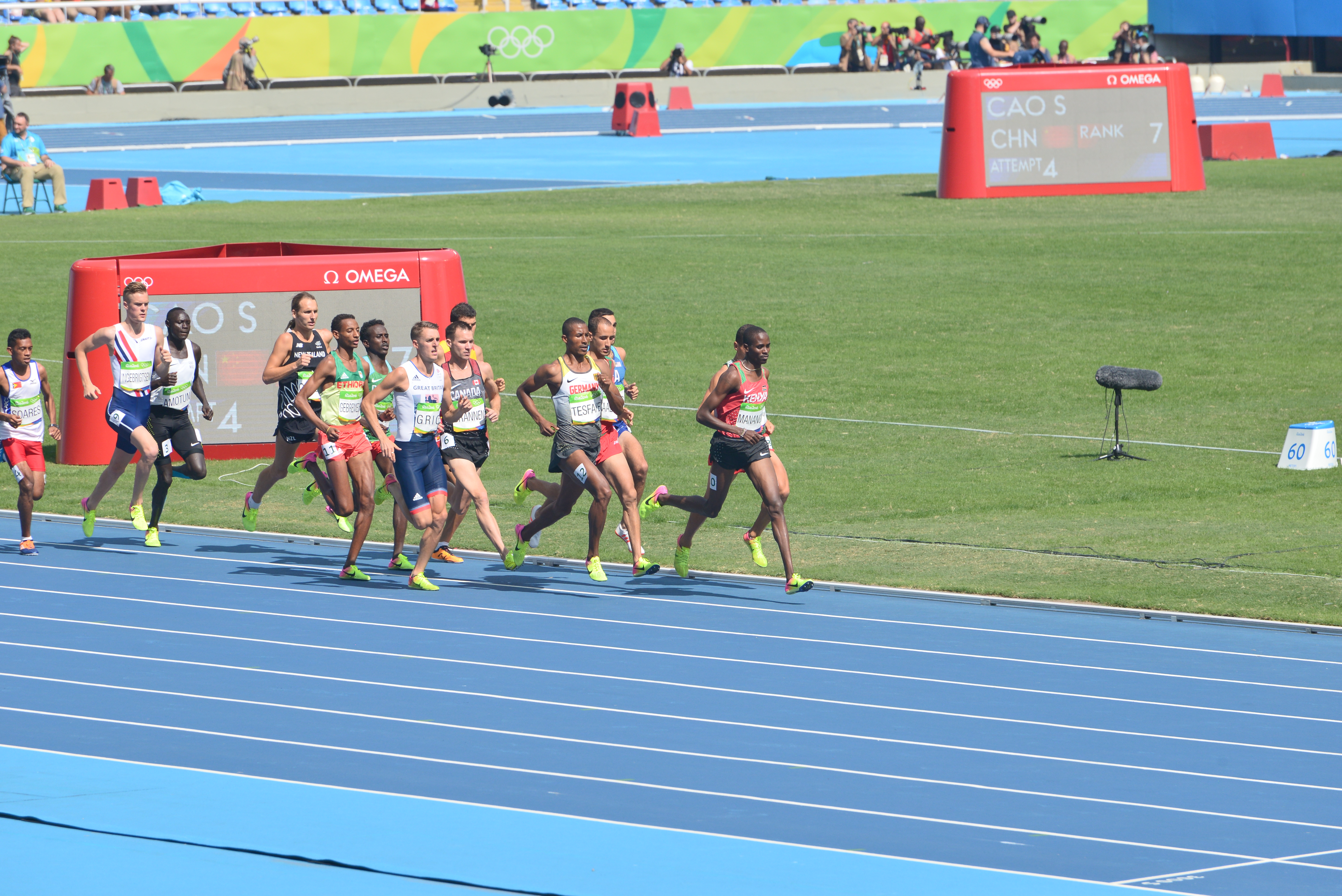
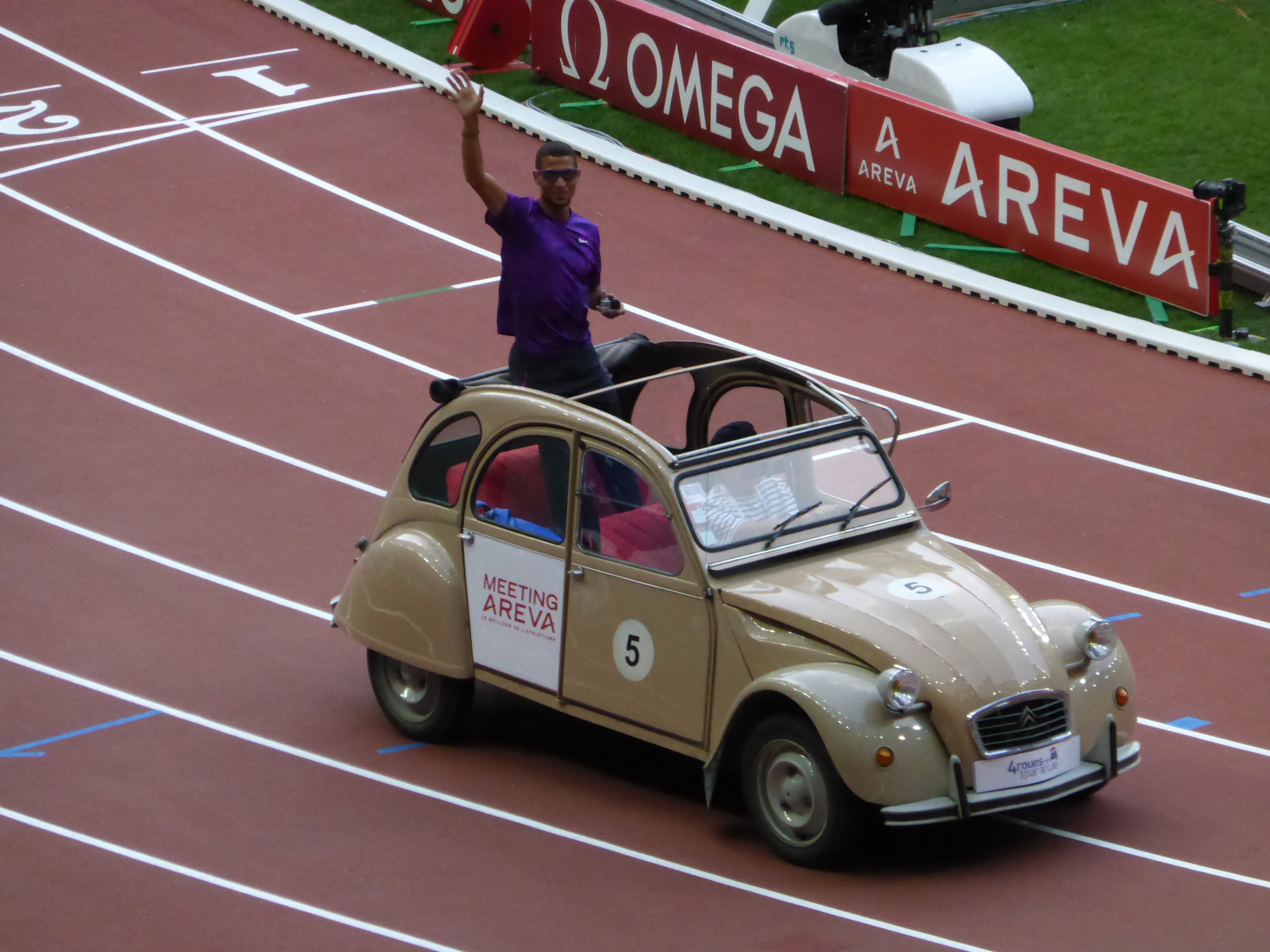

## وصلات خارجية
- توفيق مخلوفي على موقع الاتحاد الدولي لألعاب القوى (الإنجليزية)
- توفيق مخلوفي على موقع الدوري الماسي (الإنجليزية)
- توفيق مخلوفي على موقع اللجنة الأولمبية الدولية (الإنجليزية)
- توفيق مخلوفي على موقع أوليمبيديا (الإنجليزية)

- البيانات الشخصية لتوفيق مخلوفي في موقع الاتحاد الدولي لألعاب القوى.
- البيانات الشخصية لتوفيق مخلوفي في موقع sports-reference .